# Flûte d'amour
Flûte d'amour eller flauto d'amore er et medlem af fløjtefamilien stemt i enten A, Ab eller Bb. Den er altså placeret mellem den moderne C-fløjte og altfløjten (stemt i G); den besidder altfløjtens blødhed, men har ikke dennes problemer i det høje register, hvor den minder mere om c-fløjten. Den er familiens mezzosopran eller kontratenor.
Fløjten blev først lavet i barokken, hvor træblæsere blev mere populære, og selvom den i dag er temmelig sjælden, blev der skrevet en del værker for den i barokken.
Denne type fløjte produceres ikke af alle fløjteproducenter i dag, men kan fås på bestilling hos Sankyo Flute Company og Altus Flutes.